# Пливање на Летњим олимпијским играма 2012 — 10 километара маратон за мушкарце
Пливачка маратонска трка на 10 километара за мушкарце на Летњим олимпијским играма 2012. у Лондону одржана је 10. августаа на језеру Серпентајн у Хајд парку. У трци је учествовало 25 пливача из 23 земље. Пласман на игре у овој дисциплини обезбедило је 10 најбољих такмичара са светског првенства 2011, а придружило им се 9 такмичара са олимпијских светских квалификација (јун 2012) и 5 победника континенталних квалификација, док је једно место резервисано за домаћег представника.
Златну медаљу освојио је Тунишанин Усама Мелули испливавши стазу за 1:49:55,1 и тако донео прву златну медаљу својој земљи на овим играма. Пошто је 4. августа успео да освоји бронзу у трци на 1.500 метара слободно Мелули је ушао у историју као једини пливач који је на истим играма освојио медаље у базену и на отвореним водама. Сребро је припало Немцу Томасу Лурцу (заостатак од 3,4 секунде) а бронза Ричарду Вејнбергеру из Канаде.

## Освајачи медаља
|              | Резултат  |            | Резултат  |                   | Резултат  |
|              |           |            |           |                   |           |
| Усама Мелули | 1:49:55,1 | Томас Лурц | 1:49:58,5 | Ричард Вејнбергер | 1:50:00,3 |

## Резултати
| Плас. | Пливач              | НОК                       | Резултат  | Заостатак за победником | Нап.    |
| ----- | ------------------- | ------------------------- | --------- | ----------------------- | ------- |
|       | Усама Мелули        | Тунис                     | 1:49:55,1 |                         |         |
|       | Томас Лурц          | Немачка                   | 1:49:58,5 | +3,4                    |         |
|       | Ричард Вејнбергер   | Канада                    | 1:50:00,3 | +5,2                    |         |
| 4.    | Спиридон Ђаниотис   | Грчка                     | 1:50:05,3 | +10,2                   |         |
| 5.    | Данијел Фог         | Уједињено Краљевство      | 1:50:37,3 | +42,2                   |         |
| 6.    | Сергеј Бољшаков     | Русија                    | 1:50:40,1 | +45,0                   |         |
| 7.    | Владимир Дјатчин    | Русија                    | 1:50:42,8 | +47,7                   |         |
| 8.    | Андреас Вахбургер   | Немачка                   | 1:50:44,4 | +49,3                   | Опомена |
| 9.    | Петар Стојчев       | Бугарска                  | 1:50:46,2 | +51,1                   |         |
| 10.   | Алекс Мајер         | Сједињене Америчке Државе | 1:50:48,2 | +53,1                   |         |
| 11.   | Жилијен Соваж       | Француска                 | 1:50:51,3 | +56,2                   |         |
| 12.   | Тројден Принслу     | Јужноафричка Република    | 1:50:52,9 | +57,8                   | Опомена |
| 13.   | Ервин Малдонадо     | Венецуела                 | 1:50:52,9 | +57,8                   |         |
| 14.   | Игор Червински      | Украјина                  | 1:50:56,9 | +1:01,8                 |         |
| 15.   | Јасунари Хираи      | Јапан                     | 1:51:20,1 | +1:25,0                 | Опомена |
| 16.   | Брајан Рикеман      | Белгија                   | 1:51:27,1 | +1:32,0                 |         |
| 17.   | Валеријо Клери      | Италија                   | 1:51:29,5 | +1:34,4                 |         |
| 18.   | Чаба Герчак         | Мађарска                  | 1:51:30,9 | +1:35,8                 |         |
| 19.   | Арсениј Леврентијев | Португалија               | 1:51:37,2 | +1:42,1                 |         |
| 20.   | Кај Хрст            | Аустралија                | 1:51:41,3 | +1:46,2                 |         |
| 21.   | Иван Ендерика Очоа  | Еквадор                   | 1:52:28,6 | +2:33,5                 |         |
| 22.   | Јури Кудинов        | Казахстан                 | 1:52:59,0 | +3:03,9                 |         |
| 23.   | Франсиско Ервас     | Шпанија                   | 1:53:27,8 | +3:32.7                 |         |
| 24.   | Мазен Метвали       | Египат                    | 1:54:33,2 | +4:38,1                 | Опомена |
| 25.   | Бенџамин Шулте      | Гвам                      | 2:03:35,1 | +13:40,0                |         |